# Mildred H. McAfee
Mildred Helen McAfee Horton (12 de mayo de 1900 - 2 de septiembre de 1994) fue una académica, educadora, oficial naval y líder religiosa estadounidense. Durante la Segunda Guerra Mundial fue la primera directora de las WAVES (Women Accepted for Volunteer Emergency Service) de la Marina de los Estados Unidos. Fue la primera mujer que ingresó en la Reserva Naval de Estados Unidos y la primera en recibir la Medalla al Servicio Distinguido de la Marina.
Además de su distinguido servicio militar, McAfee fue la séptima presidenta del Wellesley College. Fue delegada de Estados Unidos ante la Organización de las Naciones Unidas para la Educación, la Ciencia y la Cultura (UNESCO) y copresidió el Comité de Mujeres por los Derechos Civiles del Presidente John F. Kennedy.
Como pionera del papel de la mujer a mediados del siglo XX, McAfee fue la primera mujer en formar parte de los consejos de New York Life Insurance, la Biblioteca Pública de Nueva York y la RCA. Fue la primera mujer que presidió el Consejo de Administración de la Universidad de New Hampshire. Como todo su trabajo estaba impulsado por su fe, fue la primera mujer presidenta de la Junta Americana de Comisionados para Misiones Extranjeras y la primera mujer vicepresidenta del Consejo Federal de Iglesias y del Consejo Nacional de Iglesias.

## Primeros años de vida
Mildred Helen McAfee nació en Parkville, Misuri, hija del reverendo Cleland Boyd McAfee y de Harriet Brown. Su familia presbiteriana enfatizó y ayudó a alimentar una fe sólida y unas altas expectativas de logro que influyeron en su labor religiosa posterior. Se graduó en el Vassar College en 1920 y obtuvo un máster en Sociología por la Universidad de Chicago en 1928. Enseñó brevemente en el Tusculum College (actual Tusculum University). McAfee fue decana del Centre College en 1926 y, dos años más tarde, decana del Oberlin College. En 1936 fue nombrada presidenta del Wellesley College a la edad de 36 años, lo que la convirtió en una de las presidentas más jóvenes del país. McAfee se jubiló como presidenta del Wellesley College en 1948.
McAfee es única en la historia de las mujeres líderes de la Iglesia, puesto que ya era una joven adulta antes de que la Iglesia Presbiteriana empezara a ordenar ancianas. De hecho, ya había sido vicepresidenta del Consejo Nacional de Iglesias durante varios años antes de que la primera mujer fuera ordenada en la Iglesia Presbiteriana de EE. UU. en 1956. A diferencia de sus contemporáneas, la importancia de McAfee para la Iglesia, así como su servicio a su país, no se produjo a través de las organizaciones de mujeres, la educación cristiana o el trabajo misionero. McAfee estaba profundamente interesada en el papel de los grupos religiosos y su capacidad para conectar a la gente, habiendo escrito su tesis de máster sobre movimientos religiosos. El trabajo de su vida hizo hincapié en las organizaciones religiosas, y fue miembro del Consejo General de Iglesias Cristianas Congregacionales.

## Servicio militar

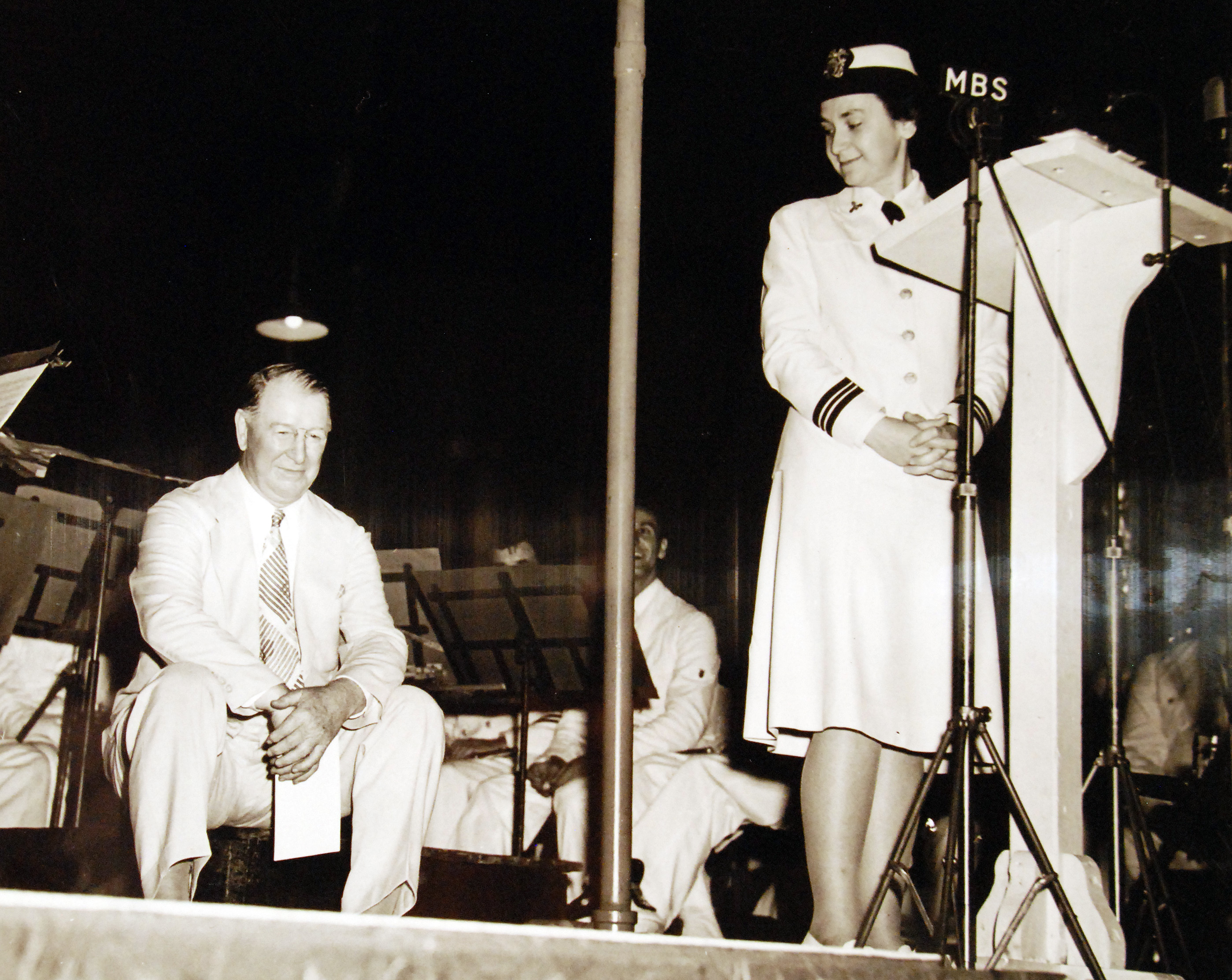
El teniente comandante McAfee celebra el primer aniversario de la Reserva Naval de Mujeres en Washington D. C. en 1943.

Durante la Segunda Guerra Mundial, McAfee se tomó una excedencia en Wellesley para dirigir las recién formadas WAVES, una fuerza que llegó a contar con más de 80.000 mujeres, tanto alistadas como oficiales[7]. McAfee fue nombrada capitán de corbeta la semana siguiente, el 3 de agosto, y no tardó en establecer normas para las mujeres alistadas, entre ellas que sólo usaran el maquillaje suficiente «para parecer humanas». Junto con otras, hizo campaña para que las WAVES tuvieran la misma paga y prestaciones que sus homólogos masculinos. Estos esfuerzos dieron como resultado la Ley Pública 183, en vigor el 9 de noviembre de 1943, que otorgaba a todo el personal de la Reserva Femenina las prestaciones y beneficios disponibles para los hombres. McAfee consiguió integrar a las mujeres de color en el Cuerpo de Oficiales de la Reserva Naval de Estados Unidos y les permitió prestar servicio en muchas áreas y funciones, mientras que sus homólogos masculinos se limitaban a trabajar como cocineros y panaderos. Se aseguró de que las mujeres de color recibieran el mismo trato que el resto de los WAVES y fueran asignadas como oficiales en diversas compañías. Durante el punto álgido de la Segunda Guerra Mundial, la capitana McAfee estuvo al mando de 82.000 mujeres.
En 1945, McAfee apareció en la portada de Timepor un trabajo «bien hecho»
Después de la guerra, McAfee renunció a la Reserva Naval. Fue la primera mujer en recibir la Medalla al Servicio Distinguido de la Marina, que le entregó el Secretario de Marina Forrestal el 7 de noviembre de 1945. También recibió la Medalla de la Campaña Americana y la Medalla de la Victoria de la Segunda Guerra Mundial.

## Vida personal y muerte.
En agosto de 1945 se casó con el reverendo Dr. Douglas Horton (fallecido en 1968), decano de la Facultad de Teología de la Universidad de Harvard, y adoptó el apellido de su marido, convirtiéndose en Mildred Helen McAfee Horton. Sin embargo, la labor que llevó a cabo como mujer soltera antes de casarse la diferenció de muchas mujeres de su época, cuyos maridos solían abrir puertas y eclipsar los logros de las mujeres. En 1948, se pidió a McAfee que pronunciara un discurso ante el Consejo Mundial de Iglesias, lo que la convirtió en una de las primeras mujeres en hacerlo. Dijo al Consejo que «las instituciones seculares necesitan ser complementadas por una iglesia viril, alerta a su misión única de mantener al hombre consciente de su relación con el Dios amoroso, que juzga y vive».
En 1950, McAfee se convirtió en vicepresidenta general del Consejo Nacional de Iglesias, tras su fundación. Anteriormente había sido la primera mujer vicepresidenta del Consejo Federal de Iglesias, que había estado trabajando para fusionar ocho juntas interconfesionales para formar el Consejo Nacional. Mientras ocupaba este cargo en el Consejo Nacional de Iglesias, también formó parte de las juntas de NBC y RCA para desarrollar la programación religiosa. Más tarde se convertiría en presidenta de la Junta Americana de Comisionados para Misiones Extranjeras.
Como defensora de la ordenación de mujeres en la Iglesia Presbiteriana de EE. UU., McAfee escribió un artículo titulado «Ciudadanos de segunda clase o socios en la política», en el que interpelaba a la Iglesia afirmando: «La cuestión crucial sobre el lugar de la mujer en la Iglesia es si ésta aceptará o no el modelo de la sociedad secular (con el que la mayoría de las mujeres están plenamente satisfechas) o tomará la iniciativa dentro de su propia vida demostrando la verdad del valor supremo, ya sea masculino o femenino».
El McAfee Hall de Wellesley lleva su nombre, al igual que el Horton Hall de la Universidad de New Hampshire (UNH). Fue Presidenta del Consejo de Administración de la UNH de 1963 a 1974.
Murió en Berlín (Nuevo Hampshire) en 1994, a los 94 años, y está enterrada en el cementerio de Durand Road.

## Otras lecturas
- Akers, Regina T. (2004). «Horton, Mildred McAfee».  En Ware, Susan, ed. Notable American Women: A Biographical Dictionary Completing the Twentieth Century. Harvard University Press. pp. 311–313. ISBN 978-0-674-01488-6.
- Campbell, D'Ann (2014). «Horton, Mildred McAfee». American National Biography. ISBN 978-0-19-860669-7. doi:10.1093/anb/9780198606697.article.0600902.

### Fuente principal
- Mildred McAfee, "La Marina era un mundo de hombres", en La guerra del Atlántico recordada: una colección de historia oral, ed. John T. Mason Jr. (1990).